# القطاع المخفي
في فيزياء الجسيمات ، القطاع المخفي ، المعروف أيضًا باسم القطاع المظلم ، عبارة عن مجموعة افتراضية من الحقول الكمومية غير المرصودة بعد والجسيمات الافتراضية المقابلة لها. التفاعلات بين جسيمات القطاع المخفي وجسيمات النموذج المعياري ضعيفة وغير مباشرة وعادة ما تتم عبر الجاذبية أو غيرها من الجسيمات الجديدة. تتضمن أمثلة الجسيمات الوسيطة الافتراضية الجديدة في هذه الفئة من النظريات الفوتون المظلم ، والنيوترينو الخامل ، والأكسيون .
في العديد من الحالات، تتضمن القطاعات المخفية مجموعة أجهزة مقياس جديدة مستقلة عن مجموعة أجهزة مقياس النموذج المعياري. عادة ما يتم التنبؤ بالقطاعات المخفية من خلال نماذج من نظرية الأوتار . قد تكون ذات صلة كمصدر للمادة المظلمة.